# 22號堪薩斯州州道
22號堪薩斯州州道（英語：Kansas State Highway 22，簡稱K-22）為美国堪薩斯州華盛頓縣境内的一條南北向的州级公路，长约3.087英里（4.968），连接了哈达姆的第20街到城南的36号美国国道。